# Amt Recknitz-Trebeltal

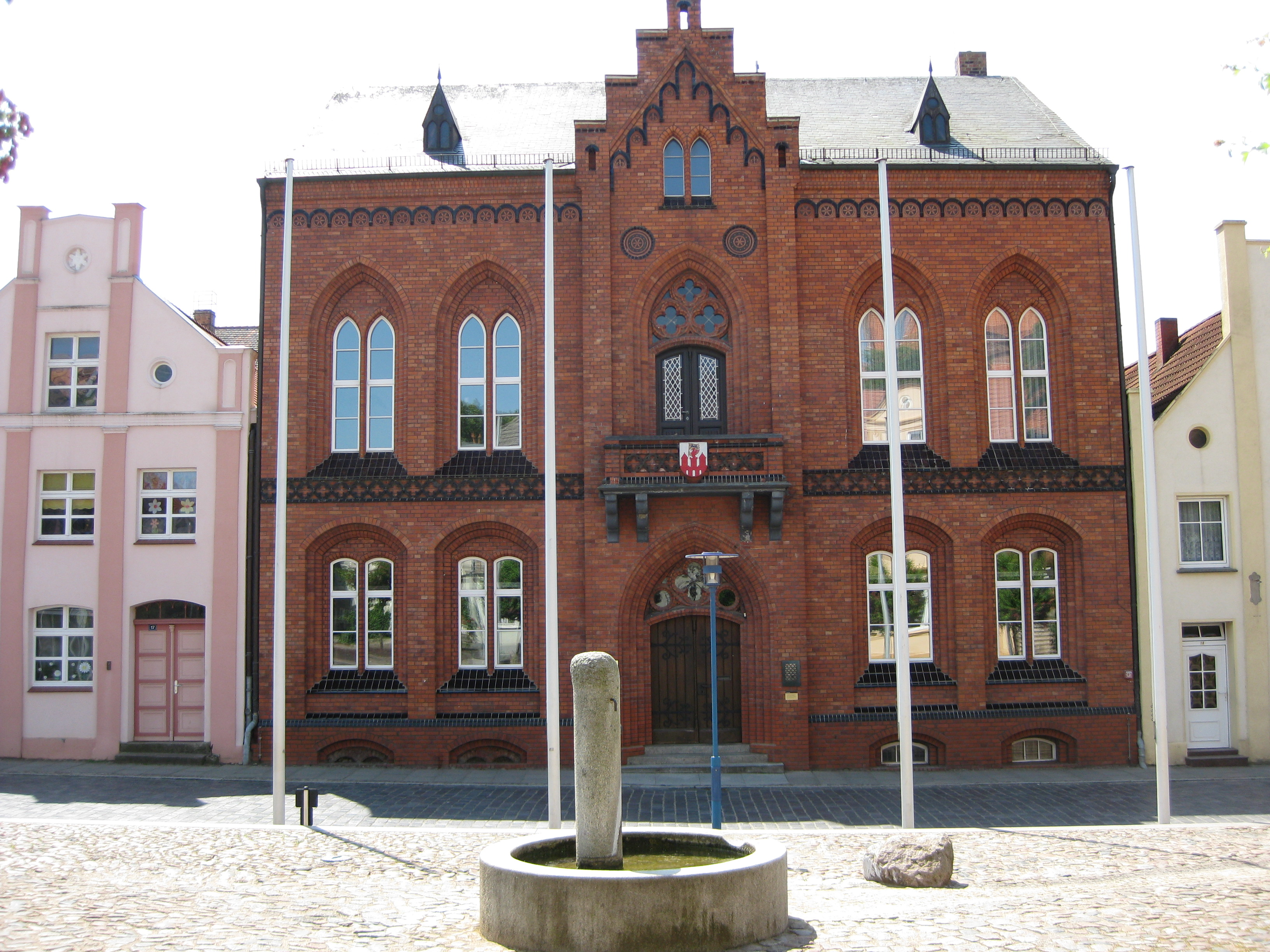
Amtsverwaltung in Tribsees

Das Amt Recknitz-Trebeltal liegt im Landkreis Vorpommern-Rügen in Mecklenburg-Vorpommern (Deutschland). Im Amt Recknitz-Trebeltal haben sich ursprünglich die zwölf Gemeinden Tribsees, Bad Sülze, Böhlendorf, Breesen, Dettmannsdorf, Deyelsdorf, Drechow, Eixen, Grammendorf, Gransebieth, Hugoldsdorf und Lindholz zur Erledigung ihrer Verwaltungsgeschäfte zusammengeschlossen. Der Verwaltungssitz befindet sich in der Stadt Tribsees. Es gibt auch eine Außenstelle in Bad Sülze. Am 15. Februar 2004 entstand durch die Fusion der Ämter Bad Sülze, Trebeltal und Tribsees das neue Amt Recknitz-Trebeltal. Am 13. Juni 2004 fusionieren die Gemeinden Böhlendorf, Breesen und Langsdorf zur Gemeinde Lindholz.
Das Amtsgebiet erstreckt sich um das Trebel- und Recknitztal östlich der Hansestadt Rostock. Der Norden des Amtes grenzt an das Amt Ribnitz-Damgarten und die Stadt Marlow, der Osten grenzt an das Amt Franzburg-Richtenberg, der Süden und Westen an den Landkreis Rostock. Im Amtsgebiet befinden sich keine größeren Seen, es wird jedoch von den Flüssen Trebel und Recknitz durchflossen. Nennenswerte Erhebungen gibt es im Amt keine, da sich das Amt fast ausschließlich in den Niederungen des Trebel- und Recknitztales befindet.
Wirtschaftlich spielt nur die Landwirtschaft eine geringe Rolle und auch der Tourismus hat keine sehr große Bedeutung. Nennenswert sind hier noch die Kurstadt Bad Sülze und die Wasser- und Radwanderstrecken entlang der Flüsse Trebel und Recknitz. Durch die Fertigstellung der Bundesautobahn 20 erhofft sich die Region weiteren Aufschwung. Durch das Amt Recknitz-Trebeltal führen keine Bundesstraßen und auch keine Bahnstrecken.

## Die Gemeinden mit ihren Ortsteilen
- Stadt Bad Sülze mit Redderstorf
- Dettmannsdorf mit Dammerstorf, Dudendorf, Grünheide, Kanneberg, Kölzow, Kucksdorf und Wöpkendorf
- Deyelsdorf mit Bassendorf, Fäsekow, Stubbendorf und Techlin
- Drechow mit Katzenow, Krakow und Werder
- Eixen mit Bisdorf, Forkenbeck, Kavelsdorf, Leplow, Ravenhorst, Spiekersdorf, Stormsdorf und Wohsen
- Grammendorf mit Dorow, Keffenbrink, Nehringen und Rodde
- Gransebieth mit Kirch-Baggendorf, Brönkow und Zarrentin
- Hugoldsdorf mit Rönkendorf
- Lindholz mit Böhlendorf, Breesen, Carlsthal, Eichenthal, Langsdorf, Nütschow, Schabow und Tangrim
- Stadt Tribsees mit Landsdorf, Rekentin, Siemersdorf, Stremlow und Thomashof

## Belege
1. ↑  Statistisches Amt M-V – Bevölkerungsstand der Kreise, Ämter und Gemeinden 2023 (XLS-Datei) (Amtliche Einwohnerzahlen in Fortschreibung des Zensus 2011) (Hilfe dazu).